# تيد ريغ
تيد ريغ (7 يونيو 1913 في الولايات المتحدة - 2002 ببالتيمور في الولايات المتحدة) (بالإنجليزية: Ted Rigg)‏ هو لاعب كرة سلة أمريكي في مركز مدافع مسدد الهدف.

## وصلات خارجية
- تيد ريغ على موقع سبورتس رفرنس (الإنجليزية)